# Brachyachne prostrata
Brachyachne prostrata är en gräsart som beskrevs av Charles Austin Gardner och Charles Edward Hubbard. Brachyachne prostrata ingår i släktet Brachyachne och familjen gräs.
Artens utbredningsområde är Western Australia. Inga underarter finns listade i Catalogue of Life.